# الكلية الأسترالية في الكويت (جامعة)
الكلية الأسترالية في الكويت (بالإنجليزية: Australian College of Kuwait) هي جامعة تأسست عام 2000 كأول جامعة خاصة في الكويت.

## وصلات خارجية
- الموقع الإلكتروني